# Digital Emotion
Digital Emotion ist eine niederländische Eurodisco-Band und wurde Mitte 1983 in Dänemark vom niederländischen Choreographen Glenn Van Der Hoff und dem Sänger Steve De Goede gebildet. Die Formation bestand ursprünglich aus Jean Francois Colombo, Cickie Dee Beer und Myrna Balrak.
Die ersten Singles aus dem Jahr 1983 Don't Stop, Get Up, Action und Go Go Yellow Screen verkauften sich weltweit erfolgreich.
Im Jahr 1984 erschien das Debüt-Album mit dem gleichnamigen Titel Digital Emotion. Es bestand aus nur sechs Titeln und wurde von dem niederländischen Duo Adams & Fleisner produziert.
Ein Jahr später erschien das zweite Album Outside In The Dark. Beide Alben erschienen unter dem niederländischen Label Break Records. Neben der Musik erlangte die Formation auch wegen ihrer Bühnenshows weltweite Bekanntheit.
Das Projekt Digital Emotion wird von Edward Den Heijer unter dem Pseudonym Eddy Mi Ami produziert, der Adams & Fleisner, als „Written by“-Credit weiterhin verwendet.

## Diskografie

### Studioalben
- Digital Emotion (1984)
- Outside In The Dark (1985)
- Digital Emotion Greatest Hits & Remixes (2021)

### Singles / Maxi-Singles
- Don’t stop (1983)
- Get Up Action (1983)
- Go Go Yellow Screen (1983)
- Steppin' Out (1984)
- Outside In The Dark (1985)
- Time (Back In Time) (1985)
- Jungle Beat (1986)
- Dance To The Music (1987)
- Super Mega Mix (1988)
- I Need Your Love Tonight (1989)
- Don’t Stop (The Rave) (1991)
- Full Control (2016)